# Khalil Ben Gharbia

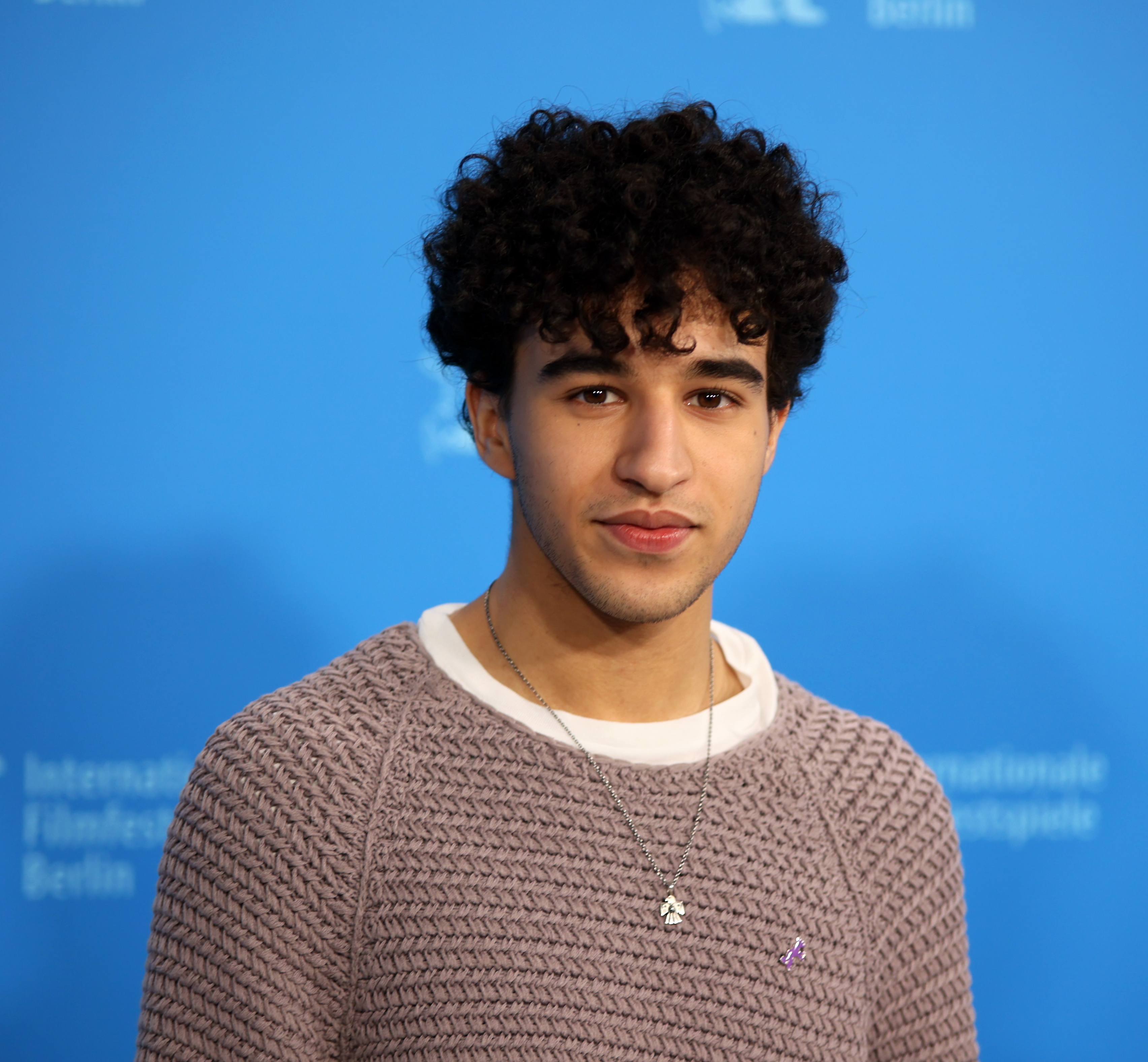
Khalil Gharbia (2022)

Khalil Ben Gharbia (* 1999) ist ein französischer Schauspieler. Er wird auch unter dem Namen Khalil Gharbia gelistet.

## Leben und Wirken
Von 2017 bis 2019 schloss sich Khalil Ben Gharbia den Ateliers D’Amélie, der Kinder- und Jugendabteilung der Pariser Schauspielschule Cours Cochet-Delavène, an.
Seine erste Filmrolle erhielt er in dem preisgekrönten schwedischen Kurzfilm The Night Train (2020). In dem 17-minütigen Werk war er als Objekt der Begierde eines 18-jährigen Zugreisenden (dargestellt von Erik Nilsson) zu sehen. Einem größeren frankophonen Publikum wurde er durch die französisch-belgische Fernsehserie Skam France (2022) bekannt. Die Hauptrolle des modebewussten Bilal Cherif, der sich u. a. unglücklich in ein HIV-infiziertes Mädchen verliebt, verkörperte er ab der siebten Staffel.
Im Jahr 2022 erhielt Gharbia seine erste Kinorolle in François Ozons Drama Peter von Kant, das als Eröffnungsfilm der Berlinale ausgewählt wurde. Darin wurde er als grausamer Liebhaber des Titelhelden Denis Ménochet besetzt. Für den Part des Amir wurde er als junges „Talent“ gepriesen und seine Rollenpräsenz „noch eindrücklicher“ als die Isabelle Adjanis genannt. Im Jahr 2023 folgt eine weitere homoerotische Rolle neben Julien de Saint Jean in dem Liebesdrama Le Paradis, das in einem Jugendgefängnis spielte. Ein Jahr später erschien er in einer Folge der internationalen Serie Mary & George.

## Filmografie
- 2020: The Night Train (Nattåget)
- 2022: Skam France (Fernsehserie)
- 2022: Peter von Kant
- 2022: Léas 7 Leben (Les 7 vies de Léa, Fernsehserie)
- 2023: Le Paradis
- 2024: Mary & George (Fernsehserie, 1 Folge)
- 2024: Barbès, little Algérie

## Auszeichnungen
- 2022: FilmOut San Diego – FilmOut Festival Award für Peter von Kant (Bester Nebendarsteller)